# I See a Darkness
Albums de Bonnie 'Prince' Billy
Joya
(1997) Ease Down the Road
(2001)
I See a Darkness est le sixième album de Will Oldham, sorti en 1999 sous le label Palace Records. C'est le premier album sous lequel il a utilisé le nom Bonnie 'Prince' Billy. Bob Arellano, Colin Gagon, Paul Oldham et Peter Townsend figurent parmi les participants à cet album.

## Réception
Unanimement acclamé par la presse, cet album reçut notamment la note de 10/10 sur le site Pitchfork, ce dernier placera d'ailleurs l'album à la neuvième place de son top 100 des meilleurs albums des années 1990. Le magazine Mojo lui accordera par ailleurs la vingtième place dans son classement des meilleurs albums de tous les temps. Il fait partie des 1001 albums qu'il faut avoir écoutés dans sa vie.

## Anecdote
Johnny Cash a notamment fait une reprise de la chanson-titre, accompagné par Oldham faisant les chœurs, sur son album American III: Solitary Man, sorti en 2000. En 2017, la chanteuse Rosalía a repris la chanson-titre sur son premier album Los Ángeles.

## Liste des morceaux
1. A Minor Place
2. Nomadic Revery (All Around)
3. I See a Darkness
4. Another Day Full of Dread
5. Death to Everyone
6. Knockturne
7. Madeleine-Mary
8. Song for the New Breed
9. Today I Was an Evil One
10. Black
11. Raining in Darling